# Trao đổi tù binh

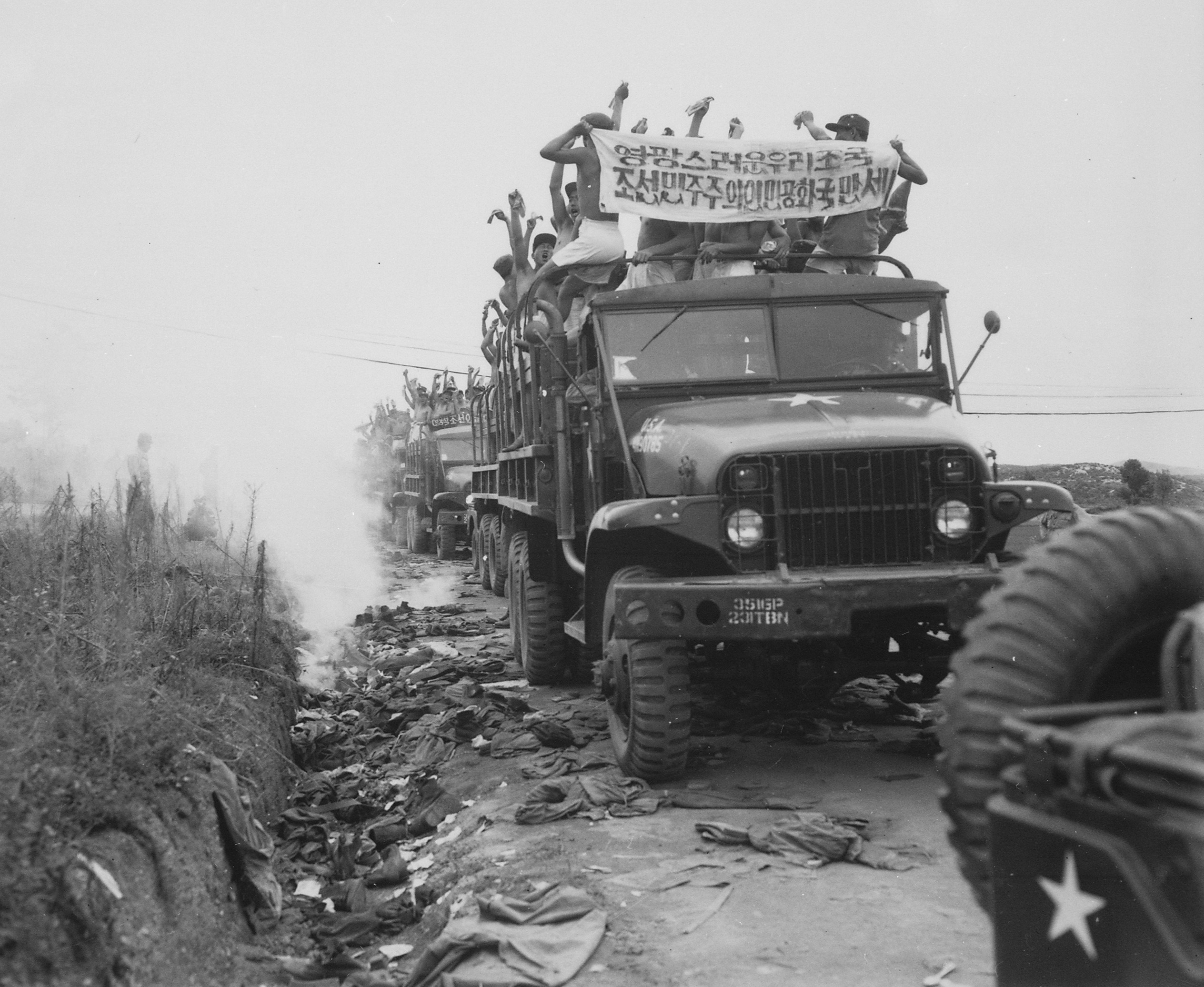
Các tù nhân chiến tranh của Bắc Triều Tiên được Hoa Kỳ trao trả sau Chiến tranh Triều Tiên.

Trao đổi tù binh hay trao đổi tù nhân là một thỏa thuận giữa hai bên đối lập trong một cuộc xung đột nhằm giải phóng tù binh bao gồm: tù binh chiến tranh, gián điệp, con tin,... Đôi khi, trong một số trường hợp, thi thể cũng có thể được trao đổi.

## Công ước Genève
Theo Công ước Genève, tù binh không thể góp phần dẫn đến thành công trong cuộc chiến, vì bệnh tật hoặc khuyết tật mà họ có quyền được hồi hương. Bất kể số lượng tù binh bị ảnh hưởng; quốc gia giam giữ không thể từ chối những yêu cầu chính đáng này.
Theo Công ước Genève (1929), điều này được quy định trong các Điều từ 68 đến 74 và phụ lục. Một trong những chương trình trao đổi tù binh lớn nhất do Hội Chữ thập đỏ Quốc tế điều hành lúc Chiến tranh Thế giới thứ hai dựa trên các điều khoản này. Đối với Công ước Geneva lần thứ ba năm 1949, những điều đó được quy định tại các Điều từ 109 đến 117.
Chiến tranh thế giới thứ hai ở Nam Tư đã phải chứng kiến một cuộc đấu tranh tàn khốc giữa các lực lượng vũ trang của Đức Quốc Xã và Quân đội Giải phóng Quốc gia Nam Tư của Đảng Cộng sản Nam Tư. Mặc dù vậy, hai bên đã đàm phán trao đổi tù binh hầu như ngay từ đầu cuộc chiến. Trong nhiều hoàn cảnh đặc biệt, những buổi tiếp xúc ban đầu đã phát triển thành những thỏa thuận trao đổi chính thức, tập trung vào việc tạo ra một vùng trung lập, có thể là vùng duy nhất như vậy ở châu Âu, nơi các tù nhân thường xuyên được trao đổi cho đến cuối tháng 4 năm 1945, việc này đã cứu được hàng nghìn mạng sống.